# Liste der olympischen Medaillengewinner aus dem Vereinigten Königreich/A–F
Zurück zur Liste der olympischen Medaillengewinner aus dem Vereinigten Königreich
- Medaillengewinner G bis M
- Medaillengewinner N bis Z

Bislang konnten Sportler aus dem Vereinigten Königreich 1015 olympische Medaillen erringen (310 × Gold, 345 × Silber und 360 × Bronze).

## Medaillengewinner

### A
- Gary Abraham – Schwimmen (0-0-1)
Moskau 1980: Bronze, 4 × 100 m Lagen Männer
- Harold Abrahams – Leichtathletik (1-1-0)
Paris 1924: Gold, 100 m Männer
Paris 1924: Silber, 4 × 100 m Männer
- John Adam – Segeln (0-1-0)
London 1908: Silber, 12-Meter-Klasse Männer
- Neil Adams – Judo (0-2-0)
Moskau 1980: Silber, Leichtgewicht Männer
Los Angeles 1984: Silber, Halbmittelgewicht Männer
- Nicola Adams – Boxen (2-0-0)
London 2012: Gold, Fliegengewicht Frauen
Rio de Janeiro 2016: Gold, Fliegengewicht Frauen
- Vicki Adams – Curling (0-0-1)
Sotschi 2014: Bronze, Frauen
- Robert Adlard – Hockey (0-1-0)
London 1948: Silber, Männer
- Rebecca Adlington – Schwimmen (2-0-2)
Peking 2008: Gold, 400 m Freistil Frauen
Peking 2008: Gold, 800 m Freistil Frauen
London 2012: Bronze, 400 m Freistil Frauen
London 2012: Bronze, 800 m Freistil Frauen
- Tim Ahearne – Leichtathletik (1-0-0)
London 1908: Gold, Dreisprung Männer
- Ben Ainslie – Segeln (4-1-0)
Atlanta 1996: Silber, Laser
Sydney 2000: Gold, Laser
Athen 2004: Gold, Finn-Dinghy Männer
Peking 2008: Gold, Finn-Dinghy Männer
London 2012: Gold, Finn-Dinghy Männer
- John Ainsworth-Davis – Leichtathletik (1-0-0)
Antwerpen 1920: Gold, 4 × 400 m Männer
- Robin Aisher – Segeln (0-0-1)
Mexiko-Stadt 1968: Bronze, 5,5-Meter-Klasse Männer
- Helen Aitchison – Tennis (0-1-0)
Stockholm 1912: Silber, Mixed (Halle)
- Kriss Akabusi – Leichtathletik (0-1-2)
Los Angeles 1984: Silber, 4 × 400 m Männer
Barcelona 1992: Bronze, 400 m Hürden Männer
Barcelona 1992: Bronze, 4 × 400 m Männer
- Cyril Alden – Radsport (0-3-0)
Antwerpen 1920: Silber, 50 km Bahnfahren Männer
Antwerpen 1920: Silber, 4000 m Teamverfolgung Männer
Paris 1924: Silber, 50 km Bahnfahren Männer
- Eleanor Aldridge – Segeln (1-0-0)
Paris 2024: Gold, Formula Kite Frauen
- Matthew Aldridge – Rudern (0-0-1)
Paris 2024: Bronze, Vierer ohne Steuermann
- George Alexander – Lacrosse (0-1-0)
London 1908: Silber, Männer
- Michael Alexander – Fechten (0-1-0)
Rom 1960: Silber, Degen Team Männer
- Peter Allam – Segeln (0-0-1)
Los Angeles 1984: Bronze, Flying Dutchman Männer
- Percy Allman-Smith – Hockey (0-1-0)
London 1908: Silber, Männer
- Alister Allan – Schießen (0-1-1)
Los Angeles 1984: Bronze, Kleinkaliber-Dreistellungskampf Männer
Seoul 1988: Silber, Kleinkaliber-Dreistellungskampf Männer
- Kate Allenby – Moderner Fünfkampf (0-0-1)
Sydney 2000: Bronze, Einzel Frauen
- Derek Allhusen – Reiten (1-1-0)
Mexiko-Stadt 1968: Gold, Vielseitigkeit Team
Mexiko-Stadt 1968: Silber, Vielseitigkeit Einzel
- Jeannette Altwegg – Eiskunstlauf (1-0-1)
St. Moritz 1948: Bronze, Frauen
Oslo 1952: Gold, Frauen
- David Ambler – Rudern (0-0-1)
Paris 2024: Bronze, Vierer ohne Steuermann
- Edward Amoore – Schießen (1-0-1)
London 1908: Gold, Kleinkaliber Team Männer
London 1908: Bronze, Kleinkaliber (verschwindendes Ziel) Männer
- Edgar Amphlett – Fechten (0-2-0)
London 1908: Silber, Degen Team Männer
Stockholm 1912: Silber, Degen Team Männer
- Freya Anderson – Schwimmen (1-0-0)
Tokio 2020: Gold, 4 × 100 m Lagen Mixed
- Lola Anderson – Rudern (1-0-0)
Paris 2024: Gold, Doppelvierer Frauen
- Paul Anderson – Segeln (0-0-1)
Mexiko-Stadt 1968: Bronze, 5,5-Meter-Klasse Männer
- William Anderson – Eishockey (0-0-1)
Chamonix 1924: Bronze, Männer
- Scott Andrews – Curling (0-1-0)
Sotschi 2014: Silber, Männer
- Amber Anning – Leichtathletik (0-0-2)
Paris 2024: Bronze, 4 × 400 m Mixed
Paris 2024: Bronze, 4 × 400 m Frauen
- Harold Annison – Schwimmen (0-0-1)
Antwerpen 1920: Bronze, 4 × 200 m Freistil Männer
- Giselle Ansley – Hockey (1-0-1)
Rio de Janeiro 2016: Gold, Frauen
Tokio 2020: Bronze, Frauen
- Willie Applegarth – Leichtathletik (1-0-1)
Stockholm 1912: Gold, 4 × 100 m Männer
Stockholm 1912: Bronze, 200 m Männer
- Alexander Archer – Eishockey (1-0-0)
Garmisch-Partenkirchen 1936: Gold, Männer
- Jack Archer – Leichtathletik (0-1-0)
London 1948: Silber, 4 × 100 m Männer
- Simon Archer – Badminton (0-0-1)
Sydney 2000: Bronze, Mixed
- Katie Archibald – Radsport (2-1-0)
Rio de Janeiro 2016: Gold, Teamverfolgung Frauen
Tokio 2020: Gold, Madison Frauen
Tokio 2020: Silber, Teamverfolgung Frauen
- Daphne Arden – Leichtathletik (0-0-1)
Tokio 1964: Bronze, 4 × 100 m Frauen
- Heather Armitage – Leichtathletik (0-1-1)
Helsinki 1952: Bronze, 4 × 100 m Frauen
Melbourne 1956: Silber, 4 × 100 m Frauen
- Elizabeth Armitstead – Radsport (0-1-0)
London 2012: Silber, Straßenrennen Frauen
- Eileen Armstrong – Wasserspringen (0-1-0)
Antwerpen 1920: Silber, Turmspringen Frauen
- Terence Arnold – Bob (0-1-0)
Chamonix 1924: Silber, Viererbob Männer
- Karriss Artingstall – Boxen (0-0-1)
Tokio 2020: Bronze, Federgewicht Frauen
- St George Ashe – Rudern (0-0-1)
Paris 1900: Bronze, Einer Männer
- Dina Asher-Smith – Leichtathletik (0-1-2)
Rio de Janeiro 2016: Bronze, 4 × 100 m Frauen
Tokio 2020: Bronze, 4 × 100 m Frauen
Paris 2024: Silber, 4 × 100 m Frauen
- John Aspin – Segeln (1-0-0)
London 1908: Gold, 12-Meter-Klasse Männer
- Andrew Astbury – Schwimmen (0-0-1)
Los Angeles 1984: Bronze, 4 × 200 m Freistil Männer
- Delaval Astley – Curling (1-0-0)
Chamonix 1924: Gold, Männer
- John Jacob Astor – Rackets (1-0-1)
London 1908: Gold, Doppel Männer
London 1908: Bronze, Einzel Männer
- Charles Atkin – Hockey (1-0-0)
Antwerpen 1920: Gold, Männer
- Isabel Atkin – Ski Freestyle (0-0-1)
Pyeongchang 2018: Bronze, Slopestyle Frauen
- Jill Atkins – Hockey (0-0-1)
Barcelona 1992: Bronze, Frauen
- Louis Attrill – Rudern (1-0-0)
Sydney 2000: Gold, Achter Männer
- Paul Attwood – Bob (0-0-1)
Nagano 1998: Bronze, Viererbob Männer
- Sarah Ayton – Segeln (2-0-0)
Athen 2004: Gold, Yngling Frauen
Peking 2008: Gold, Yngling Frauen
- Jeremiah Azu – Leichtathletik (0-0-1)
Paris 2024: Bronze, 4 × 100 m Männer

### B
- Steve Backley – Leichtathletik (0-2-1)
Barcelona 1992: Bronze, Speerwurf Männer
Atlanta 1996: Silber, Speerwurf Männer
Sydney 2000: Silber, Speerwurf Männer
- Ronald Backus – Segeln (0-0-1)
Melbourne 1956: Bronze, Drachen Männer
- Stanley Bacon – Ringen (1-0-0)
London 1908: Gold, Freistil Mittelgewicht Männer
- John Badcock – Rudern (1-1-0)
Amsterdam 1928: Silber, Achter Männer
Los Angeles 1932: Gold, Vierer ohne Steuermann
- Horace Bailey – Fußball (1-0-0)
London 1908: Gold, Männer
- McDonald Bailey – Leichtathletik (0-0-1)
Helsinki 1952: Bronze, 100 m Männer
- Timothy Baillie – Kanuslalom (1-0-0)
London 2012: Gold, Zweier-Canadier Männer
- Christopher Baillieu – Rudern (0-1-0)
Montréal 1976: Silber, Doppelzweier Männer
- Louis Charles Baillon – Hockey (1-0-0)
London 1908: Gold, Männer
- John Baines – Bob (0-0-1)
Sotschi 2014: Bronze, Viererbob Männer
- Grace Balsdon – Hockey (0-0-1)
Tokio 2020: Bronze, Frauen
- Ian Banbury – Radsport (0-0-1)
Montréal 1976: Bronze, 4000 m Teamverfolgung Männer
- Alan Bannister – Radsport (0-1-0)
London 1948: Silber, 2000 m Tandem Männer
- Paul Barber – Hockey (1-0-1)
Los Angeles 1984: Bronze, Männer
Seoul 1988: Gold, Männer
- Elinor Barker – Radsport (1-2-1)
Rio de Janeiro 2016: Gold, Teamverfolgung Frauen
Tokio 2020: Silber, Teamverfolgung Frauen
Paris 2024: Silber, Madison Frauen
Paris 2024: Bronze, Teamverfolgung Frauen
- Florence Barker – Schwimmen (0-1-0)
Paris 1924: Silber, 4 × 100 m Freistil Frauen
- Harold Barker – Rudern (0-1-0)
London 1908: Silber, Vierer ohne Steuermann
- Ian Barker – Segeln (0-1-0)
Sydney 2000: Silber, 49er Männer
- George Barnes – Schießen (0-0-1)
London 1908: Bronze, Kleinkaliber liegend Männer
- Thomas Barras – Rudern (0-1-0)
Tokio 2020: Silber, Doppelvierer Männer
- Alan Barrett – Rudern (0-1-0)
Berlin 1936: Silber, Vierer ohne Steuermann
- Edward Barrett – Tauziehen, Ringen (1-0-1)
London 1908: Gold, Tauziehen Männer
London 1908: Bronze, Freistil Schwergewicht Männer
- Frederick Whitfield Barrett – Polo (1-0-1)
Antwerpen 1920: Gold, Männer
Paris 1924: Bronze, Männer
- Herbert Roper Barrett – Tennis (1-1-0)
London 1908: Gold, Doppel Halle Männer
Stockholm 1912: Silber, Mixed (Halle)
- William L. Barry – Rudern (0-1-0)
Tokio 1964: Silber, Vierer ohne Steuermann
- Charles Bartlett – Radsport (1-0-0)
London 1908: Gold, 100 km Bahn Männer
- Chris Bartley – Rudern (0-1-0)
London 2012: Silber, Leichtgewichts-Vierer ohne Steuermann
- Christopher Barton – Rudern (0-1-0)
London 1948: Silber, Achter Männer
- Stephen Batchelor – Hockey (1-0-1)
Los Angeles 1984: Bronze, Männer
Seoul 1988: Gold, Männer
- Edward Battel – Radsport (0-0-1)
Athen 1896: Bronze, Straßenrennen Männer
- Guin Batten – Rudern (0-1-0)
Sydney 2000: Silber, Doppelvierer Frauen
- Miriam Batten – Rudern (0-1-0)
Sydney 2000: Silber, Doppelvierer Frauen
- Sydney Battersby – Schwimmen (0-1-1)
London 1908: Silber, 1500 m Freistil Männer
Stockholm 1912: Bronze, 4 × 200 m Freistil Männer
- Jamie Baulch – Leichtathletik (0-1-0)
Atlanta 1996: Silber, 4 × 400 m Männer
- James Baxter – Segeln (0-1-0)
London 1908: Silber, 12-Meter-Klasse Männer
- Frank Bayliss – Rugby (0-0-1)
Paris 1900: Bronze, Männer
- Lisa Bayliss – Hockey (0-0-1)
Barcelona 1992: Bronze, Frauen
- Charles Beachcroft – Cricket (1-0-0)
Paris 1900: Gold, Männer
- Alfred Beamish – Tennis (0-0-1)
Stockholm 1912: Bronze, Doppel Männer
- Winifred Beamish – Tennis (0-1-0)
Antwerpen 1920: Silber, Doppel Frauen
- John Beattie – Rudern (0-0-1)
Moskau 1980: Bronze, Vierer ohne Steuermann
- Jack Beaumont – Rudern (0-1-0)
Tokio 2020: Silber, Doppelvierer Männer
- Anna Bebington – Rudern (0-0-1)
Peking 2008: Bronze, Doppelzweier Frauen
- Laura Bechtolsheimer – Reiten (1-0-1)
London 2012: Bronze, Dressur Einzel
London 2012: Gold, Dressur Team
- Frederick Beck – Ringen (0-0-1)
London 1908: Bronze, Freistil Mittelgewicht Männer
- Richard Beesly – Rudern (1-0-0)
Amsterdam 1928: Gold, Vierer ohne Steuermann
- Georgia Bell – Leichtathletik (0-0-1)
Paris 2024: Bronze, 1500 m Frauen
- Miles Bellville – Segeln (1-0-0)
Berlin 1936: Gold, 6-Meter-Klasse Männer
- Charles Bennett – Leichtathletik (1-1-0)
Paris 1900: Gold, 1500 m Männer
Paris 1900: Silber, 4000 m Hindernis Männer
- Jack Bennett – Hockey (1-0-0)
Antwerpen 1920: Gold, Männer
- Karen Bennett – Rudern (0-1-0)
Rio de Janeiro 2016: Silber, Achter Frauen
- Mark Bennett – Rugby (0-1-0)
Rio de Janeiro 2016: Silber, Männer
- Michael Bennett – Radsport (0-0-2)
München 1972: Bronze, 4000 m Teamverfolgung Männer
Montréal 1976: Bronze, 4000 m Teamverfolgung Männer
- Paul Bennett – Rudern (1-0-0)
Rio de Janeiro 2016: Gold, Achter Männer
- Todd Bennett – Leichtathletik (0-1-0)
Los Angeles 1984: Silber, 4 × 400 m Männer
- Stuart Benson – Bob (0-0-1)
Sotschi 2014: Bronze, Viererbob Männer
- Isaac Bentham – Wasserball (1-0-0)
Stockholm 1912: Gold, Männer
- Jack Beresford – Rudern (3-2-0)
Antwerpen 1920: Silber, Einer Männer
Paris 1924: Gold, Einer Männer
Amsterdam 1928: Silber, Achter Männer
Los Angeles 1932: Gold, Vierer ohne Steuermann
Berlin 1936: Gold, Doppelzweier Männer
- Julius Beresford – Rudern (0-1-0)
Stockholm 1912: Silber, Vierer mit Steuermann
- Philip Bernard – Ringen (0-0-1)
Antwerpen 1920: Bronze, Freistil Federgewicht Männer
- Arthur Berry – Fußball (2-0-0)
London 1908: Gold, Männer
Stockholm 1912: Gold, Männer
- Albert Betts – Turnen (0-0-1)
Stockholm 1912: Bronze, Teammehrkampf Männer
- Edward Bevan – Rudern (1-0-0)
Amsterdam 1928: Gold, Vierer ohne Steuermann
- Kulbir Bhaura – Hockey (0-0-1)
Los Angeles 1984: Bronze, Männer
- Dan Bibby – Rugby (0-1-0)
Rio de Janeiro 2016: Silber, Männer
- Daniel Bigham – Radsport (0-1-0)
Paris 2024: Silber, Teamverfolgung Männer
- Mary Bignal-Rand – Leichtathletik (1-1-1)
Tokio 1964: Gold, Weitsprung Frauen
Tokio 1964: Bronze, 4 × 100 m Frauen
Tokio 1964: Silber, Fünfkampf Frauen
- Fiona Bigwood – Reiten (0-1-0)
Rio de Janeiro 2016: Silber, Dressur Team
- Denis Bingham – Polo (0-0-1)
Paris 1924: Bronze, Männer
- Michael Bingham – Leichtathletik (0-0-1)
Peking 2008: Bronze, 4 × 400 m Männer
- Norman Bingley – Segeln (1-0-0)
London 1908: Gold, 7-Meter-Klasse Männer
- Ernest Bircher – Rudern (0-1-0)
London 1948: Silber, Achter Männer
- Kieran Bird – Schwimmen (1-0-0)
Paris 2024: Gold, 4 × 200 m Freistil Männer
- Arthur Birkett – Cricket (1-0-0)
Paris 1900: Gold, Männer
- Henry Birtles – Rugby (0-0-1)
Paris 1900: Bronze, Männer
- Catherine Bishop – Rudern (0-1-0)
Athen 2004: Silber, Zweier ohne Steuerfrau
- Stuart Bithell – Segeln (1-1-0)
London 2012: Silber, 470er Männer
Tokio 2020: Gold, 49er Männer
- Roger Black – Leichtathletik (0-2-1)
Barcelona 1992: Bronze, 4 × 400 m Männer
Atlanta 1996: Silber, 400 m Männer
Atlanta 1996: Silber, 4 × 400 m Männer
- Jasper Blackall – Segeln (0-0-1)
Melbourne 1956: Bronze, Sharpie Männer
- Harry Blackstaffe – Rudern (1-0-0)
London 1908: Gold, Vierer ohne Steuermann
- John Blake – Fechten (0-1-0)
Stockholm 1912: Silber, Degen Team Männer
- Joe Blewitt – Leichtathletik (0-1-0)
Antwerpen 1920: Silber, 3000 m Team Männer
- Maurice Blood – Schießen (0-0-1)
London 1908: Bronze, Militärgewehr Männer
- Lillian Board – Leichtathletik (0-1-0)
Mexiko-Stadt 1968: Silber, 400 m Frauen
- Christopher Boardman – Radsport (1-0-1)
Barcelona 1992: Gold, 4000 m Einzelverfolgung Männer
Atlanta 1996: Bronze, Einzelzeitfahren Männer
- Christopher Boardman – Segeln (1-0-0)
Berlin 1936: Gold, 6-Meter-Klasse Männer
- John Pius Boland – Tennis (2-0-0)
Athen 1896: Gold, Einzel Männer
Athen 1896: Gold, Doppel Männer
- Morgan Bolding – Rudern (1-0-0)
Paris 2024: Gold, Achter Männer
- David Bond – Segeln (1-0-0)
London 1948: Gold, Swallow Männer
- Esme Booth – Rudern (0-1-0)
Paris 2024: Silber, Vierer ohne Steuerfrau
- Dora Boothby – Tennis (0-1-0)
London 1908: Silber, Einzel Frauen
- James Borland – Eishockey (1-0-0)
Garmisch-Partenkirchen 1936: Gold, Männer
- Norman Borrett – Hockey (0-1-0)
London 1948: Silber, Männer
- Robert Bourne – Rudern (0-1-0)
Stockholm 1912: Silber, Achter Männer
- Richard Boyle – Rudern (0-0-1)
London 1908: Bronze, Achter Männer
- Alfred Bowerman – Cricket (1-0-0)
Paris 1900: Gold, Männer
- David Bowker – Segeln (0-1-0)
Melbourne 1956: Silber, 5,5-Meter-Klasse Männer
- Tim Brabants – Kanu (1-0-2)
Sydney 2000: Bronze, 1000 Einer-Kajak Männer
Peking 2008: Gold, 1000 m Einer-Kajak Männer
Peking 2008: Bronze, 500 m Einer-Kajak Männer
- Holly Bradshaw – Leichtathletik (0-0-1)
Tokio 2020: Bronze, Stabhochsprung Frauen
- John Braithwaite – Schießen (1-0-0)
Mexiko-Stadt 1968: Gold, Trap Männer
- Jeanette Brakewell – Reiten (0-2-0)
Sydney 2000: Silber, Vielseitigkeit Team
Athen 2004: Silber, Vielseitigkeit Team
- Scott Brash – Reiten (2-0-0)
London 2012: Gold, Springreiten Team
Paris 2024: Gold, Springreiten Team
- Chris Brasher – Leichtathletik (1-0-0)
Melbourne 1956: Gold, 3000 m Hindernis Männer
- Sophie Bray – Hockey (1-0-0)
Rio de Janeiro 2016: Gold, Frauen
- Georgina Brayshaw – Rudern (1-0-0)
Paris 2024: Gold, Doppelvierer Frauen
- Ronald Brebner – Fußball (1-0-0)
Stockholm 1912: Gold, Männer
- Edgar Brenchley – Eishockey (1-0-0)
Garmisch-Partenkirchen 1936: Gold, Männer
- Tom Brewster – Curling (0-1-0)
Sotschi 2014: Silber, Frauen
- Harry Brightmore – Rudern (1-0-0)
Paris 2024: Gold, Achter Männer
- Robbie Brightwell – Leichtathletik (0-1-0)
Tokio 1964: Silber, 4 × 400 m Männer
- Brian Brinkley – Schwimmen (0-0-1)
Montréal 1976: Bronze, 4 × 200 m Freistil Männer
- Thomas Bristow – Rudern (0-1-0)
Berlin 1936: Silber, Vierer ohne Steuermann
- Stanley Arthur Brittain – Radsport (0-1-0)
Melbourne 1956: Silber, Teamwertung Straße Männer
- Neil Broad – Tennis (0-1-0)
Atlanta 1996: Silber, Doppel Männer
- Annie Broadbent – Turnen (0-0-1)
Amsterdam 1928: Bronze, Teammehrkampf Frauen
- David Brodie – Hockey (0-1-0)
London 1948: Silber, Männer
- Julian Brooke-Houghton – Segeln (0-1-0)
Montréal 1976: Silber, Flying Dutchman Männer
- Graham Brookhouse – Moderner Fünfkampf (0-0-1)
Seoul 1988: Bronze, Team Männer
- Charlie Brooks – Radsport (0-0-1)
London 1908: Bronze, 2000 m Tandem Männer
- Declan Brooks – Radsport (0-0-1)
Tokio 2020: Bronze, BMX-Freestyle Männer
- Reginald Brooks-King – Bogenschießen (0-1-0)
London 1908: Silber, York Round Männer
- David Broome – Reiten (0-0-2)
Rom 1960: Bronze, Springreiten Einzel
Mexiko-Stadt 1968: Bronze, Springreiten Einzel
- Ralph Broome – Bob (0-1-0)
Chamonix 1924: Silber, Viererbob Männer
- Henry Brougham – Rackets (0-0-1)
London 1908: Bronze, Einzel Männer
- Audrey Brown – Leichtathletik (0-1-0)
Berlin 1936: Silber, 4 × 100 m Frauen
- Godfrey Brown – Leichtathletik (1-1-0)
Berlin 1936: Gold, 4 × 400 m Männer
Berlin 1936: Silber, 400 m Männer
- Henry Joseph Brown – Hockey (0-1-0)
London 1908: Silber, Männer
- Karen Brown – Hockey (0-0-1)
Barcelona 1992: Bronze, Frauen
- Kerrith Brown – Judo (0-0-1)
Los Angeles 1984: Bronze, Leichtgewicht Männer
- Philip Brown – Leichtathletik (0-1-0)
Los Angeles 1984: Silber, 4 × 400 m Männer
- Sky Brown – Skateboard (0-0-2)
Tokio 2020: Bronze, Park Frauen
Paris 2024: Bronze, Park Frauen
- William Brown – Curling (1-0-0)
Chamonix 1924: Gold, Männer
- Alistair Brownlee – Triathlon (2-0-0)
London 2012: Gold, Männer
Rio de Janeiro 2016: Gold, Männer
- Jonathan Brownlee – Triathlon (1-1-1)
London 2012: Bronze, Männer
Rio de Janeiro 2016: Silber, Männer
Tokio 2020: Gold, Staffel Mixed
- Cecil Browning – Rackets (0-1-0)
London 1908: Silber, Doppel Männer
- Karina Bryant – Judo (0-0-1)
London 2012: Bronze, Schwergewicht Frauen
- Joshua Buatsi – Boxen (0-0-1)
Rio de Janeiro 2016: Bronze, Halbschwergewicht Männer
- John Buchanan – Segeln (1-0-0)
London 1908: Gold, 12-Meter-Klasse Männer
- Claude Buckenham – Fußball (1-0-0)
Paris 1900: Gold, Männer
- George Buckland – Lacrosse (0-1-0)
London 1908: Silber, Männer
- George Buckley – Cricket (1-0-0)
Paris 1900: Gold, Männer
- Walter Buckmaster – Polo (0-1-0)
London 1908: Silber, Männer
- Henry Bucknall – Rudern (1-0-0)
London 1908: Gold, Achter Männer
- Richard Budgett – Rudern (1-0-0)
Los Angeles 1984: Gold, Vierer mit Steuermann
- Josh Bugajski – Rudern (0-0-1)
Tokio 2020: Bronze, Achter Männer
- Charles Bugbee – Wasserball (2-0-0)
Stockholm 1912: Gold, Männer
Antwerpen 1920: Gold, Männer
- Elliot Bunney – Leichtathletik (0-1-0)
Seoul 1988: Silber, 4 × 100 m Männer
- James Bunten – Segeln (1-0-0)
London 1908: Gold, 12-Meter-Klasse Männer
- Beaufort Burdekin – Rudern (0-1-0)
Stockholm 1912: Silber, Achter Männer
- Francis Burchell – Cricket (1-0-0)
Paris 1900: Gold, Männer
- Adam Burgess – Kanuslalom (0-1-0)
Paris 2024: Silber, Einer-Canadier Männer
- Don Burgess – Radsport (0-0-2)
Helsinki 1952: Bronze, 4000 m Teamverfolgung Männer
Melbourne 1956: Bronze, 4000 m Teamverfolgung Männer
- Edgar Burgess – Rudern (1-0-0)
Stockholm 1912: Gold, Achter Männer
- Phil Burgess – Rugby (0-1-0)
Rio de Janeiro 2016: Silber, Männer
- Barbara Burke – Leichtathletik (0-1-0)
Berlin 1936: Silber, 4 × 100 m Frauen
- Steven Burke – Radsport (2-0-1)
Peking 2008: Bronze, Einzelverfolgung Männer
London 2012: Gold, Teamverfolgung Männer
Rio de Janeiro 2016: Gold, 4000 m Teamverfolgung Männer
- John Burn – Rudern (0-0-1)
London 1908: Bronze, Achter Männer
- Thomas Burn – Fußball (1-0-0)
Stockholm 1912: Gold, Männer
- Charles Burnell – Rudern (1-0-0)
London 1908: Gold, Achter Männer
- Richard Burnell – Rudern (1-0-0)
London 1948: Gold, Doppelzweier Männer
- Anna Burnet – Segeln (0-1-0)
Tokio 2020: Silber, Nacra 17 Mixed
- Henry Burr – Schießen (0-1-0)
Stockholm 1912: Silber, Armeegewehr Team Männer
- Tom Burridge – Fußball (1-0-0)
Paris 1900: Gold, Männer
- Harry Burt – Schießen (0-0-1)
Stockholm 1912: Bronze, Kleinkaliber liegend Männer
- Edward Bury – Rackets (0-1-0)
London 1908: Silber, Doppel Männer
- Bertram Bushnell – Rudern (1-0-0)
London 1948: Gold, Doppelzweier Männer
- Guy Butler – Leichtathletik (1-1-2)
Antwerpen 1920: Gold, 4 × 400 m Männer
Antwerpen 1920: Silber, 400 m Männer
Paris 1924: Bronze, 400 m Männer
Paris 1924: Bronze, 4 × 400 m Männer
- Thomas Butler – Tauziehen (0-1-0)
London 1908: Silber, Männer
- John Butt – Schießen (0-1-1)
London 1908: Bronze, Tontauben Team Männer
Stockholm 1912: Silber, Trap Team Männer

### C
- Beverley Callender – Leichtathletik (0-0-1)
Los Angeles 1984: Bronze, 4 × 100 m Frauen
- Clarence Callender – Leichtathletik (0-1-0)
Seoul 1988: Silber, 4 × 100 m Männer
- Selwin Calverley – Segeln (0-1-0)
Paris 1900: Silber, Über 20 TonnenMänner
- Alan Campbell – Rudern (0-0-1)
London 2012: Bronze, Einer Männer
- Annie Campbell-Orde – Rudern (0-0-1)
Paris 2024: Bronze, Achter Frauen
- Charles Campbell – Segeln (1-0-0)
London 1908: Gold, 8-Meter-Klasse Männer
- Colin Campbell – Hockey (1-0-0)
Antwerpen 1920: Gold, Männer
- Darren Campbell – Leichtathletik (1-1-0)
Sydney 2000: Silber, 200 m Männer
Athen 2004: Gold, 4 × 100 m Männer
- Emily Campbell – Gewichtheben (0-1-1)
Tokio 2020: Silber, Superschwergewicht Frauen
Paris 2024: Bronze, Superschwergewicht Frauen
- John Alan Campbell – Rudern (0-1-0)
Antwerpen 1920: Silber, Achter Männer
- Luke Campbell – Boxen (1-0-0)
London 2012: Gold, Bantamgewicht Männer
- Walter Campbell – Hockey (0-1-0)
London 1908: Silber, Männer
- George Canning – Tauziehen (1-0-0)
Antwerpen 1920: Gold, Männer
- Sophie Capewell – Radsport (1-0-0)
Paris 2024: Gold, Teamsprint Frauen
- James Cardno – Bob (0-0-1)
Garmisch-Partenkirchen 1936: Bronze, Viererbob Männer
- Denys Carnill – Hockey (0-0-1)
Helsinki 1952: Bronze, Männer
- George Caridia – Tennis (0-2-0)
London 1908: Silber, Doppel Halle Männer
London 1908: Silber, Einzel Halle Männer
- Jack Carlin – Radsport (0-2-2)
Tokio 2020: Silber, Teamsprint Männer
Tokio 2020: Bronze, Sprint Männer
Paris 2024: Silber, Teamsprint Männer
Paris 2024: Bronze, Sprint Männer
- Jazmin Carlin – Schwimmen (0-2-0)
Rio de Janeiro 2016: Silber, 400 m Freistil Frauen
Rio de Janeiro 2016: Silber, 800 m Freistil Frauen
- Malcolm Carmichael – Rudern (0-0-1)
Moskau 1980: Bronze, Zweier ohne Steuermann
- David Carnegie – Skeleton (0-0-1)
St. Moritz 1928: Bronze, Männer
- Sholto Carnegie – Rudern (1-0-0)
Paris 2024: Gold, Achter Männer
- Olivia Carnegie-Brown – Rudern (0-1-0)
Rio de Janeiro 2016: Silber, Achter Frauen
- Arthur Carnell – Schießen (1-0-0)
London 1908: Gold, Kleinkaliber Team Männer
- Arthur Carr – Reiten (0-0-1)
London 1948: Bronze, Springreiten Team
- Geoffrey Carr – Rudern (0-1-0)
Stockholm 1912: Silber, Vierer mit Steuermann
- Louis Carr-Harris – Eishockey (0-0-1)
Chamonix 1924: Bronze, Männer
- Colin Carruthers – Eishockey (0-0-1)
Chamonix 1924: Bronze, Männer
- Eric Carruthers – Eishockey (0-0-1)
Chamonix 1924: Bronze, Männer
- Gladys Carson – Schwimmen (0-0-1)
Paris 1924: Bronze, 200 m Brust Frauen
- Oswald Carver – Rudern (0-0-1)
London 1908: Bronze, Achter Männer
- Harold Cassels – Hockey (1-0-0)
Antwerpen 1920: Gold, Männer
- Robert Cattrall – Hockey (0-0-1)
Los Angeles 1984: Bronze, Männer
- Rosalind Canter – Reiten (1-0-0)
Paris 2024: Gold, Vielseitigkeit Team
- James Cantion – Rugby (0-0-1)
Paris 1900: Bronze, Männer
- Mark Cavendish – Radsport (0-1-0)
Rio de Janeiro 2016: Silber, Omnium Männer
- Shirley Cawley – Leichtathletik (0-0-1)
Helsinki 1952: Bronze, Weitsprung Frauen
- Clement Cazalet – Tennis (0-0-1)
London 1908: Bronze, Doppel Männer
- David Cecil (Lord Burghley) – Leichtathletik (1-1-0)
Amsterdam 1928: Gold, 400 m Hürden Männer
Los Angeles 1932: Silber, 4 × 400 m Männer
- Walter Chaffe – Tauziehen (0-1-1)
London 1908: Bronze, Männer
Stockholm 1912: Silber, Männer
- Dorothea Douglass – Tennis (1-0-0)
London 1908: Gold, Einzel Frauen
- Ernest Chambers – Radsport (0-2-0)
Amsterdam 1928: Silber, 2000 m Tandem Männer
Los Angeles 1932: Silber, 2000 m Tandem Männer
- Peter Chambers – Rudern (0-1-0)
London 2012: Silber, Leichtgewichtsvierer ohne Steuermann
- Richard Chambers – Rudern (0-1-0)
London 2012: Silber, Leichtgewichtsvierer ohne Steuermann
- Stanley Chambers – Radsport (0-1-0)
Los Angeles 1932: Silber, 2000 m Tandem Männer
- Frederick Chapman – Fußball (1-0-0)
London 1908: Gold, Männer
- Alfred Chalk – Fußball (1-0-0)
Paris 1900: Gold, Männer
- James Chappell – Eishockey (1-0-0)
Garmisch-Partenkirchen 1936: Gold, Männer
- Harry Charles – Reiten (1-0-0)
Paris 2024: Gold, Springreiten Team
- Peter Charles – Reiten (1-0-0)
London 2012: Gold, Springreiten Team
- Sylvia Cheeseman – Leichtathletik (0-0-1)
Helsinki 1952: Bronze, 4 × 100 m Frauen
- Joseph Choong – Moderner Fünfkampf (1-0-0)
Tokio 2020: Gold, Männer
- Frederick Christian – Cricket (1-0-0)
Paris 1900: Gold, Männer
- Linford Christie – Leichtathletik (1-2-0)
Seoul 1988: Silber, 100 m Männer
Seoul 1988: Silber, 4 × 100 m Männer
Barcelona 1992: Gold, 100 m Männer
- Ed Clancy – Radsport (3-0-1)
Peking 2008: Gold, 4000 m Teamverfolgung Männer
London 2012: Gold, 4000 m Teamverfolgung Männer
London 2012: Bronze, Omnium Männer
Rio de Janeiro 2016: Gold, 4000 m Teamverfolgung Männer
- Diana Clapham – Reiten (0-1-0)
Los Angeles 1984: Silber, Vielseitigkeit Team
- Arthur Clark – Leichtathletik (0-1-0)
Paris 1924: Silber, 3000 m Team Männer
- Jim Clark – Rudern (0-1-0)
Montréal 1976: Silber, Achter Männer
- Saskia Clark – Segeln (1-1-0)
London 2012: Silber, 470er Frauen
Rio de Janeiro 2016: Gold, 470er Frauen
- Frazer Clarke – Boxen (0-0-1)
Tokio 2020: Bronze, Superschwergewicht Männer
- Harold Clarke – Wasserspringen (0-0-1)
Paris 1924: Bronze, Turmspringen einfach Männer
- Jim Clarke – Tauziehen (0-1-0)
London 1908: Silber, Männer
- Joseph Clarke – Kanuslalom (1-1-0)
Rio de Janeiro 2016: Gold, Einer-Kajak Männer
Paris 2024: Silber, Einer-Kajak Männer
- Guy Clarkson – Eishockey (0-0-1)
Chamonix 1924: Bronze, Männer
- Henry Clay – Rudern (0-1-0)
Moskau 1980: Silber, Achter Männer
- Jonny Clay – Radsport (0-0-1)
Sydney 2000: Silber, 4000 m Teamverfolgung Männer
- Ernie Clements – Radsport (0-1-0)
London 1948: Silber, Mannschaftswertung Straße Männer
- Robert Clift – Hockey (1-0-0)
Seoul 1988: Gold, Männer
- Lewis Clive – Rudern (1-0-0)
Los Angeles 1932: Gold, Zweier ohne Steuermann
- Marion Coakes – Reiten (0-1-0)
Mexiko-Stadt 1968: Silber, Springreiten Einzel
- William Coales – Leichtathletik (1-0-0)
London 1908: Gold, 3200 m Hindernis Männer
- Neil Cochran – Schwimmen (0-0-2)
Los Angeles 1984: Bronze, 200 m Lagen Männer
Los Angeles 1984: Bronze, 4 × 200 m Freistil Männer
- Blair Cochrane – Segeln (1-0-0)
London 1908: Gold, 8-Meter-Klasse Männer
- John Cockett – Hockey (0-0-1)
Helsinki 1952: Bronze, Männer
- Sebastian Coe – Leichtathletik (2-2-0)
Moskau 1980: Gold, 1500 m Männer
Moskau 1980: Silber, 800 m Männer
Los Angeles 1984: Gold, 1500 m Männer
Los Angeles 1984: Silber, 800 m Männer
- Thomas Coe – Wasserball (1-0-0)
Paris 1900: Gold, Männer
- Robert Coleman – Segeln (1-0-0)
Antwerpen 1920: Gold, 7-Meter-Klasse Mixed
- Geoffrey Coles – Schießen (0-0-1)
London 1908: Bronze, Schnellfeuerpistole Team Männer
- Cecilia Colledge – Eiskunstlauf (0-1-0)
Garmisch-Partenkirchen 1936: Silber, Frauen
- David Collet – Rudern (0-0-1)
Amsterdam 1928: Bronze, Einer Männer
- Laura Collett – Reiten (2-0-1)
Tokio 2020: Gold, Vielseitigkeit Team
Paris 2024: Gold, Vielseitigkeit Team
Paris 2024: Bronze, Vielseitigkeit Einzel
- Evelyn Colyer – Tennis (0-0-1)
Paris 1924: Bronze, Doppel Frauen
- John Condon – Boxen (0-1-0)
London 1908: Silber, Bantamgewicht Männer
- Keith Connor – Leichtathletik (0-0-1)
Los Angeles 1984: Bronze, Dreisprung Männer
- John Conroy – Hockey (0-0-1)
Helsinki 1952: Bronze, Männer
- Sally Conway – Judo (0-0-1)
Rio de Janeiro 2016: Bronze, Mittelgewicht Frauen
- Ed Coode – Rudern (1-0-0)
Athen 2004: Gold, Vierer ohne Steuermann
- Garry Cook – Leichtathletik (0-1-0)
Los Angeles 1984: Silber, 4 × 400 m Männer
- Stephanie Cook – Moderner Fünfkampf (1-0-0)
Sydney 2000: Gold, Einzel Frauen
- Kristina Cook – Reiten (0-1-2)
Peking 2008: Bronze, Vielseitigkeit Einzel
Peking 2008: Bronze, Vielseitigkeit Team
London 2012: Silber, Vielseitigkeit Team
- Harold Cooke – Hockey (1-0-0)
Antwerpen 1920: Gold, Männer
- Nicole Cooke – Radsport (1-0-0)
Peking 2008: Gold, Straßenrennen Frauen
- Alexandra Coomber – Skeleton (0-0-1)
Salt Lake City 2002: Bronze, Frauen
- Charlotte Cooper – Tennis (2-0-0)
Paris 1900: Gold, Mixed
Paris 1900: Gold, Einzel Frauen
- Margaret Cooper – Schwimmen (0-1-3)
Amsterdam 1928: Silber, 4 × 100 m Freistil Frauen
Amsterdam 1928: Bronze, 100 m Freistil Frauen
Amsterdam 1928: Bronze, 100 m Rücken Frauen
Los Angeles 1932: Bronze, 4 × 100 m Freistil Frauen
- John Cooper – Leichtathletik (0-2-0)
Tokio 1964: Silber, 400 m Hürden Männer
Tokio 1964: Silber, 4 × 400 m Männer
- Malcolm Cooper – Schießen(2-0-0)
Los Angeles 1984: Gold, Kleinkaliber Dreistellungskampf Männer
Seoul 1988: Gold, Kleinkaliber-Dreistellungskampf Männer
- Katherine Copeland – Rudern (1-0-0)
London 2012: Gold, Leichtgewichts-Doppelzweier Männer
- Walter Corbett – Fußball (1-0-0)
London 1908: Gold, Männer
- Harry Corner – Cricket (1-0-0)
Paris 1900: Gold, Männer
- Jerry Cornes – Leichtathletik (0-1-0)
Los Angeles 1932: Silber, 1500 m Männer
- George Cornet – Wasserball (2-0-0)
London 1908: Gold, Männer
Stockholm 1912: Gold, Männer
- Amy Costello – Hockey (0-0-1)
Tokio 2020: Bronze, Frauen
- Joe Cottrill – Leichtathletik (0-0-1)
Stockholm 1912: Bronze, 3000 m Team Männer
- Percy Courtman – Schwimmen (0-0-1)
Stockholm 1912: Bronze, 400 m Brust Männer
- R. Cousin – Curling (1-0-0)
Chamonix 1924: Gold, Männer
- Robin Cousins – Eiskunstlauf (1-0-0)
Lake Placid 1980: Gold, Männer
- Phyllis Covell – Tennis (0-1-0)
Paris 1924: Silber, Doppel Frauen
- John Coward – Eishockey (1-0-0)
Garmisch-Partenkirchen 1936: Gold, Männer
- Matthew Coward-Holley – Schießen (0-0-1)
Tokio 2020: Bronze, Trap Männer
- Patrick Cowdell – Boxen (0-0-1)
Montréal 1976: Bronze, Bantamgewicht Männer
- William Cowhig – Turnen (0-0-1)
Stockholm 1912: Bronze, Teammehrkampf Männer
- Mark Covell – Segeln (0-1-0)
Sydney 2000: Silber, Star Männer
- Fiona Crackles – Hockey (0-0-1)
Tokio 2020: Bronze, Frauen
- James Cracknell – Rudern (2-0-0)
Sydney 2000: Gold, Vierer ohne Steuermann
Athen 2004: Gold, Vierer ohne Steuermann
- Emily Craig – Rudern (1-0-0)
Paris 2024: Gold, Leichtgewichts-Doppelzweier Frauen
- Steve Cram – Leichtathletik (0-1-0)
Los Angeles 1984: Silber, 1500 m Männer
- John Crammond – Skeleton (0-0-1)
St. Moritz 1948: Bronze, Männer
- Robert Crawshaw – Wasserball (1-0-0)
Paris 1900: Gold, Männer
- Henry Creasey – Schießen (0-0-1)
London 1908: Bronze, Tontauben Team Männer
- Julian Creus – Gewichtheben (0-1-0)
London 1948: Silber, Bantamgewicht Männer
- Charles Crichton – Segeln (1-0-0)
London 1908: Gold, 6-Meter-Klasse Männer
- Eric Crockford – Hockey (1-0-0)
Antwerpen 1920: Gold, Männer
- June Croft – Schwimmen (0-1-1)
Moskau 1980: Silber, 4 × 100 m Lagen Frauen
Los Angeles 1984: Bronze, 400 m Lagen Frauen
- Robin Croker – Radsport (0-0-1)
Montréal 1976: Bronze, 4000 m Teamverfolgung Männer
- Timothy Crooks – Rudern (0-1-0)
Montréal 1976: Silber, Achter Männer
- Martin Cross – Rudern (1-0-1)
Moskau 1980: Bronze, Vierer ohne Steuermann
Los Angeles 1984: Gold, Vierer mit Steuermann
- Sam Cross – Rugby (0-1-0)
Rio de Janeiro 2016: Silber, Männer
- Sidney Cross – Turnen (0-0-1)
Stockholm 1912: Bronze, Teammehrkampf Männer
- Robert Cruickshank – Segeln (0-0-1)
Barcelona 1992: Bronze, Soling Männer
- Reginald Crummack – Hockey (1-0-0)
Antwerpen 1920: Gold, Männer
- Collier Cudmore – Rudern (1-0-0)
London 1908: Gold, Vierer ohne Steuermann
- Crista Cullen – Hockey (1-0-0)
Rio de Janeiro 2016: Gold, Frauen
- Frederick Cuming – Cricket (1-0-0)
Paris 1900: Gold, Männer
- Arthur Cumming – Eiskunstlauf (0-1-0)
London 1908: Silber, SpezialfigurenMänner
- Steve Cummings – Radsport (0-1-0)
Athen 2004: Silber, 4000 m Teamverfolgung Männer
- Caden Cunningham – Taekwondo (0-1-0)
Paris 2024: Silber, Schwergewicht Männer
- Charles Currey – Segeln (0-1-0)
Helsinki 1952: Silber, Finn-Dinghy Männer
- Lorne Currie – Segeln (2-0-0)
Paris 1900: Gemeinsame Wettfahrt Männer
Paris 1900: bis 1 Tonne, 1. Wettfahrt Männer
- John Curry – Eiskunstlauf (1-0-0)
Innsbruck 1976: Gold, Männer
- Ross Cuthbert – Eishockey (0-0-1)
Chamonix 1924: Bronze, Männer
- William Cuthbertson – Boxen (0-0-1)
Antwerpen 1920: Gold, Fliegengewicht Männer

### D
- Graham Dadds – Hockey (0-0-1)
Helsinki 1952: Bronze, Männer
- Barry Dagger – Schießen (0-0-1)
Los Angeles 1984: Bronze, Luftgewehr Männer
- Gordon Dailley – Eishockey (1-0-0)
Garmisch-Partenkirchen 1936: Gold, Männer
- Tom Daley – Wasserspringen (1-1-3)
London 2012: Bronze, Turmspringen 10 m Männer
Rio de Janeiro 2016: Bronze, 10 m Synchronspringen Männer
Tokio 2020: Gold, 10 m Synchronspringen Männer
Tokio 2020: Bronze, 10 m Turmspringen Männer
Paris 2024: Silber, 10 m SynchronspringenMänner
- John Daly – Leichtathletik (0-1-0)
St. Louis 1904: Silber, 2590 m Hindernis Männer
- Leaf Daniell – Fechten (0-1-0)
London 1908: Silber, Degen Team Männer
- Alex Danson – Hockey (1-0-0)
Rio de Janeiro 2016: Gold, Frauen
- Tasha Danvers – Leichtathletik (0-0-1)
Peking 2008: Bronze, 400 m Hürden Frauen
- Arthur Darby – Rugby (0-0-1)
Paris 1900: Bronze, Männer
- Victor d’Arcy – Leichtathletik (1-0-0)
Stockholm 1912: Gold, 4 × 100 m Männer
- Gerry Davey – Eishockey (1-0-0)
Garmisch-Partenkirchen 1936: Gold, Männer
- James Davey – Rugby (0-1-0)
London 1908: Silber, Männer
- Lewis Davey – Leichtathletik (0-0-1)
Paris 2024: Bronze, 4 × 400 m Männer
- Freddie Davidson – Rudern (0-0-1)
Paris 2024: Bronze, Vierer ohne Steuermann
- William Davidson – Segeln (0-1-0)
London 1908: Silber, 12-Meter-Klasse Männer
- Christopher Davies – Segeln (1-0-0)
München 1972: Gold, Flying Dutchman Männer
- David Davies – Schwimmen (0-1-1)
Athen 2004: Bronze, 1500 m Freistil Männer
Peking 2008: Silber, 10 Freiwasser Männer
- James Davies – Rugby (0-1-0)
Rio de Janeiro 2016: Silber, Männer
- Lynn Davies – Leichtathletik (1-0-0)
Tokio 1964: Gold, Weitsprung Männer
- Sharron Davies – Schwimmen (0-1-0)
Moskau 1980: Silber, 400 m Lagen Frauen
- Gladys Davis – Fechten (0-1-0)
Paris 1924: Silber, Florett Einzel Frauen
- Ronald Davis – Hockey (0-1-0)
London 1948: Silber, Männer
- Valerie Davies – Schwimmen (0-0-2)
Los Angeles 1932: Bronze, 100 m Rücken Frauen
Los Angeles 1932: Bronze, 4 × 100 m Freistil Frauen
- Percival Davson – Fechten (0-1-0)
Stockholm 1912: Silber, Degen Team Männer
- David Dawnay – Polo (0-1-0)
Berlin 1936: Silber, Männer
- Jacob Dawson – Rudern (1-0-1)
Tokio 2020: Bronze, Achter Männer
Paris 2024: Gold, Achter Männer
- Kathleen Dawson – Schwimmen (1-0-0)
Tokio 2020: Gold, 4 × 100 m Lagen Mixed
- Derek Day – Hockey (0-0-1)
Helsinki 1952: Bronze, Männer
- Joe Deakin – Leichtathletik (1-0-0)
London 1908: Gold, 3 Meilen Team Männer
- Christopher Dean – Eiskunstlauf (1-0-1)
Sarajewo 1984: Gold, Eistanz
Lillehammer 1994: Bronze, Eistanz
- Frederick Dean – Rugby (0-1-0)
London 1908: Silber, Männer
- Tom Dean – Schwimmen (3-0-0)
Tokio 2020: Gold, 200 m Freistil Männer
Tokio 2020: Gold, 4 × 200 m Freistil Männer
Paris 2024: Gold, 4 × 200 m Freistil Männer
- William Dean – Wasserball (1-0-0)
Antwerpen 1920: Gold, Männer
- Jack Dearlove – Rudern (0-1-0)
London 1948: Silber, Achter Männer
- Laura Deas – Skeleton (0-0-1)
Pyeongchang 2018: Bronze, Frauen
- James DeGale – Boxen (1-0-0)
Peking 2008: Gold, Mittelgewicht Männer
- Nick Dempsey – Segeln (0-2-1)
Athen 2004: Bronze, Windsurfen Männer
London 2012: Silber, Windsurfen Männer
Rio de Janeiro 2016: Silber, Windsurfen Männer
- Simon Dennis – Rudern (1-0-0)
Sydney 2000: Gold, Achter Männer
- Charles Denny – Radsport (0-1-0)
London 1908: Silber, 100 km Bahn Männer
- John Derbyshire – Schwimmen (1-0-0)
London 1908: Gold, 4 × 200 m Freistil Männer
- George de Relwyskow – Ringen (1-1-0)
London 1908: Gold, Freistil Leichtgewicht Männer
London 1908: Silber, Freistil Mittelgewicht Männer
- Jean Desforges – Leichtathletik (0-0-1)
Helsinki 1952: Bronze, 4 × 100 m Frauen
- Lucy Desmond – Turnen (0-0-1)
Amsterdam 1928: Bronze, Teammehrkampf Frauen
- Zoe de Toledo – Rudern (0-1-0)
Rio de Janeiro 2016: Silber, Achter Frauen
- Marlon Devonish – Leichtathletik (1-0-0)
Athen 2004: Gold, 4 × 100 m Männer
- Clement Deykin – Rugby (0-0-1)
Paris 1900: Silber, Männer
- Emily Diamond – Leichtathletik (0-0-1)
Rio de Janeiro 2016: Bronze, 4 × 400 m Frauen
- Daisy Dick – Reiten (0-0-1)
Peking 2008: Bronze, Vielseitigkeit Team
- Harry Dickason – Turnen (0-0-1)
Stockholm 1912: Bronze, Teammehrkampf Männer
- Samuel Dickinson – Triathlon (0-0-1)
Paris 2024: Bronze, Mixed-Staffel
- Thomas Digby – Rudern (1-0-0)
Paris 2024: Gold, Achter Männer
- John Dillon – Segeln (0-1-0)
Melbourne 1956: Silber, 5,5-Meter-Klasse Männer
- James Dines – Fußball (1-0-0)
Stockholm 1912: Gold, Männer
- John Disley – Leichtathletik (0-0-1)
Helsinki 1952: Bronze, 3000 m Hindernis Männer
- Charles Dixon – Tennis (1-1-2)
London 1908: Bronze, Doppel Männer
Stockholm 1912: Gold, Mixed (Halle)
Stockholm 1912: Silber, Einzel (Halle)Männer
Stockholm 1912: Bronze, Doppel Männer
- Richard Dixon – Segeln (1-0-0)
London 1908: Gold, 7-Meter-Klasse Männer
- Robin Dixon – Bob (1-0-0)
Innsbruck 1964: Gold, Zweierbob Männer
- Victoria Dixon – Hockey (0-0-1)
Barcelona 1992: Bronze, Frauen
- Charles Dobson – Leichtathletik (0-0-1)
Paris 2024: Bronze, 4 × 400 m Männer
- Charlotte Dod – Bogenschießen (0-1-0)
London 1908: Silber, National Round Frauen
- William Dod – Bogenschießen (1-0-0)
London 1908: Gold, York Round Männer
- Jennifer Dodds – Curling (1-0-0)
Peking 2022: Gold, Frauen
- Richard Dodds – Hockey (1-0-1)
Los Angeles 1984: Bronze, Männer
Seoul 1988: Gold, Männer
- Laurence Doherty – Tennis (2-0-0)
Paris 1900: Gold, Einzel Männer
Paris 1900: Gold, Doppel Männer
- Reginald Doherty – Tennis (3-0-1)
Paris 1900: Gold, Doppel Männer
Paris 1900: Gold, Mixed
Paris 1900: Bronze, Einzel Männer
London 1908: Gold, Doppel Männer
- William Donne – Cricket (1-0-0)
Paris 1900: Gold, Männer
- John William Douglas – Boxen (1-0-0)
London 1908: Gold, Mittelgewicht Männer
- Rowley Douglas – Rudern (1-0-0)
Sydney 2000: Gold, Achter Männer
- Sandra Douglas – Leichtathletik (0-0-1)
Barcelona 1992: Bronze, 4 × 400 m Frauen
- Owain Doull – Radsport (1-0-0)
Rio de Janeiro 2016: Gold, 4000 m Teamverfolgung Männer
- Arthur Downes – Segeln (1-0-0)
London 1908: Gold, 12-Meter-Klasse Männer
- John Downes – Segeln (1-0-0)
London 1908: Gold, 12-Meter-Klasse Männer
- Joseph Dowler – Tauziehen (0-1-1)
London 1908: Bronze, Männer
Stockholm 1912: Silber, Männer
- Gordon Downie – Schwimmen (0-0-1)
Montréal 1976: Bronze, 4 × 200 m Freistil Männer
- Eilidh Doyle – Leichtathletik (0-0-1)
Rio de Janeiro 2016: Bronze, 4 × 400 m Frauen
- Chris Draper – Segeln (0-0-1)
Athen 2004: Bronze, 49er Mixed
- Greg Drummond – Curling (0-1-0)
Sotschi 2014: Silber, Männer
- Herbert Drury – Turnen (0-0-1)
Stockholm 1912: Bronze, Teammehrkampf Männer
- Hailey Duff – Curling (1-0-0)
Peking 2022: Gold, Frauen
- Guy Dugdale – Bob (0-0-1)
Garmisch-Partenkirchen 1936: Bronze, Viererbob Männer
- Charlotte Dujardin – Reiten (3-1-2)
London 2012: Gold, Dressur Einzel
London 2012: Gold, Dressur Team
Rio de Janeiro 2016: Gold, Dressur Einzel
Rio de Janeiro 2016: Silber, Dressur Team
Tokio 2020: Bronze, Dressur Einzel
Tokio 2020: Bronze, Dressur Team
- John Duke – Tauziehen (1-0-0)
London 1908: Gold, Männer
- Holly Dunford – Rudern (0-0-1)
Paris 2024: Bronze, Achter Frauen
- David Dunlop – Segeln (1-0-0)
London 1908: Gold, 12-Meter-Klasse Männer
- David Dunne – Schwimmen (0-0-1)
Montréal 1976: Bronze, 4 × 200 m Freistil Männer
- Hugh Durant – Schießen (0-0-2)
Stockholm 1912: Bronze, Armeerevolver Team MännerF
Stockholm 1912: Bronze, Beliebige Scheibenpistole Team Männer
- Scott Durant – Rudern (1-0-0)
Rio de Janeiro 2016: Gold, Achter Männer
- James Duthie – Hockey (0-0-1)
Los Angeles 1984: Bronze, Männer
- Eric Dutton – Lacrosse (0-1-0)
London 1908: Silber, Männer

### E
- Dennis Eagan – Hockey (0-0-1)
Helsinki 1952: Bronze, Männer
- Sebastian Earl – Rudern (0-1-0)
Antwerpen 1920: Silber, Achter Männer
- Peter Easte – Schießen (1-0-0)
London 1908: Gold, Tontauben Team Männer
- Paul Easter – Schwimmen (0-0-1)
Los Angeles 1984: Bronze, 4 × 200 m Freistil Männer
- Gwendoline Eastlake-Smith – Tennis (1-0-0)
London 1908: Gold, Einzel Halle Frauen
- Wilberforce Vaughan Eaves – Tennis (0-0-1)
London 1908: Bronze, Einzel Männer
- Ernest Ebbage – Tauziehen (0-0-1)
London 1908: Bronze, Männer
- Neil Eckersley – Judo (0-0-1)
Los Angeles 1984: Bronze, Superleichtgewicht Männer
- Jessica Eddie – Rudern (0-1-0)
Rio de Janeiro 2016: Silber, Achter Frauen
- Ross Edgar – Radsport (0-1-0)
Peking 2008: Silber, Keirin Männer
- Harry Edward – Leichtathletik (0-0-2)
Antwerpen 1920: Bronze, 100 m Männer
Antwerpen 1920: Bronze, 200 m Männer
- Hugh Edwards – Rudern (2-0-0)
Los Angeles 1932: Gold, Zweier ohne Steuermann
Los Angeles 1932: Gold, Vierer ohne Steuermann
- Jonathan Edwards – Leichtathletik (1-1-0)
Atlanta 1996: Silber, Dreisprung Männer
Sydney 2000: Gold, Dreisprung Männer
- Margaret Edwards – Schwimmen (0-0-1)
Melbourne 1956: Bronze, 100 Rücken Frauen
- Richard Egington – Rudern (0-1-1)
Peking 2008: Silber, Achter Männer
London 2012: Bronze, Achter Männer
- Charles Eley – Rudern (1-0-0)
Paris 1924: Gold, Vierer ohne Steuermann
- William Ellicott – Schießen (0-1-1)
London 1908: Silber, Laufender Hirsch Team Männer
London 1908: Bronze, Schnellfeuerpistole Team Männer
- John Elliott – Boxen (0-1-0)
Paris 1924: Silber, Mittelgewicht Männer
- Peter Elliott – Leichtathletik (0-1-0)
Seoul 1988: Silber, 1500 m Männer
- Launceston Elliott – Gewichtheben (1-1-0)
Athen 1896: Gold, Gewichtheben einarmig Männer
Athen 1896: Silber, Gewichtheben beidarmig Männer
- Marcus Ellis – Badminton (0-0-1)
Rio de Janeiro 2016: Bronze, Doppel Männer
- Adrian Ellison – Rudern (1-0-0)
Los Angeles 1984: Gold, Vierer mit Steuermann
- Charles Elwes – Rudern (1-0-1)
Tokio 2020: Bronze, Achter Männer
Paris 2024: Gold, Achter Männer
- Gail Emms – Badminton (0-1-0)
Athen 2004: Silber, Mixed
- Jessica Ennis – Leichtathletik (2-0-0)
London 2012: Gold, Siebenkampf Frauen
Rio de Janeiro 2016: Gold, Siebenkampf Frauen
- Carl Erhardt – Eishockey (1-0-0)
Garmisch-Partenkirchen 1936: Gold, Männer
- Raymond Etherington-Smith – Rudern (1-0-0)
London 1908: Gold, Achter Männer
- Freddie Evans – Boxen (0-1-0)
London 2012: Silber, Weltergewicht Männer
- Neah Evans – Radsport (0-2-0)
Tokio 2020: Silber, Teamverfolgung Frauen
Paris 2024: Silber, Madison Frauen
- Ralph Evans – Boxen (0-0-1)
München 1972: Bronze, Halbfliegengewicht Männer
- Sarah Evans – Hockey (0-0-1)
Tokio 2020: Bronze, Frauen
- Sydney Evans – Boxen (0-1-0)
London 1908: Silber, Schwergewicht Männer
- Tom Evenson – Leichtathletik (0-1-0)
Los Angeles 1932: Silber, 3000 m Hindernis Männer
- Arthur Everitt – Fechten (0-1-0)
Stockholm 1912: Silber, Degen Team Männer

### F
- George Fairbairn – Rudern (0-1-0)
London 1908: Silber, Zweier ohne Steuermann
- Nicola Fairbrother – Judo (0-1-0)
Barcelona 1992: Silber, Leichtgewicht Frauen
- Richard Fanshawe – Reiten (0-0-1)
Berlin 1936: Bronze, Vielseitigkeit Team
- Mo Farah – Leichtathletik (4-0-0)
London 2012: Gold, 5000 m Männer
London 2012: Gold, 10.000 m Männer
Rio de Janeiro 2016: Gold, 5000 m Männer
Rio de Janeiro 2016: Gold, 10.000 m Männer
- Richard Faulds – Schießen (1-0-0)
Sydney 2000: Gold, Doppel-Trap Männer
- David Faulkner – Hockey (1-0-0)
Seoul 1988: Gold, Männer
- Joel Fearon – Bob (0-0-1)
Sotschi 2014: Bronze, Viererbob Männer
- Heather Fell – Moderner Fünfkampf (0-1-0)
Peking 2008: Silber, Frauen
- John Fenning – Rudern (1-1-0)
London 1908: Gold, Zweier ohne Steuermann
London 1908: Silber, Vierer ohne Steuermann
- Elizabeth Ferris – Wasserspringen (0-0-1)
Rom 1960: Bronze, 3 m Kunstspringen Frauen
- Sam Ferris – Leichtathletik (0-1-0)
Los Angeles 1932: Silber, Marathon Männer
- John Field-Richards – Motorboot (2-0-0)
London 1908: Gold, Klasse B (bis 60 Fuß)Männer
London 1908: Gold, Klasse C (8 m)Männer
- Henry Fieldman – Rudern (0-0-2)
Tokio 2020: Bronze, Achter Frauen
Paris 2024: Bronze, Achter Frauen
- Philip Filleul – Rudern (0-1-0)
London 1908: Silber, Vierer ohne Steuermann
- Don Finlay – Leichtathletik (0-1-1)
Los Angeles 1932: Bronze, 110 m Hürden Männer
Berlin 1936: Silber, 110 Hürden Männer
- Christopher Finnegan – Boxen (1-0-0)
Mexiko-Stadt 1968: Gold, Mittelgewicht Männer
- Emma Finucane – Radsport (1-0-2)
Paris 2024: Gold, Teamsprint Frauen
Paris 2024: Bronze, Keirin Frauen
Paris 2024: Bronze, Sprint Frauen
- William Fisher – Boxen (0-0-1)
Rom 1960: Bronze, Halbmittelgewicht Männer
- William Fison – Rudern (0-1-0)
Stockholm 1912: Silber, Achter Männer
- Tommy Fleetwood – Golf (0-1-0)
Paris 2024: Silber, Einzel Männer
- John Fleming – Schießen (1-0-0)
London 1908: Gold, Kleinkaliber (bewegliches Ziel)Männer
- Philip Fleming – Rudern (1-0-0)
Stockholm 1912: Gold, Achter Männer
- Dylan Fletcher – Segeln (1-0-0)
Tokio 2020: Gold, 49er Männer
- Jennie Fletcher – Schwimmen (1-0-1)
Stockholm 1912: Gold, 4 × 100 m Freistil Frauen
Stockholm 1912: Bronze, 100 m Freistil Frauen
- Robin Fletcher – Hockey (0-0-1)
Helsinki 1952: Bronze, Männer
- David Florence – Kanuslalom (0-3-0)
Peking 2008: Silber, Einer-Canadier Männer
London 2012: Silber, Einer-Canadier Männer
Rio de Janeiro 2016: Silber, Zweier-Canadier Männer
- Debbie Flood – Rudern (0-2-0)
Athen 2004: Silber, Doppelvierer Frauen
Peking 2008: Silber, Doppelvierer Frauen
- James Foad – Rudern (0-0-1)
London 2012: Bronze, Achter Männer
- Charles Foden – Tauziehen (0-1-0)
London 1908: Silber, Männer
- Emily Ford – Rudern (0-0-1)
Paris 2024: Bronze, Achter Frauen
- Thomas Ford – Rudern (1-0-1)
Tokio 2020: Bronze, Achter Männer
Paris 2024: Gold, Achter Männer
- Charles Forsyth – Wasserball (1-0-0)
London 1908: Gold, Männer
- Brendan Foster – Leichtathletik (0-0-1)
Montréal 1976: Bronze, 10.000 m Männer
- Jimmy Foster – Eishockey (1-0-0)
Garmisch-Partenkirchen 1936: Gold, Männer
- Tim Foster – Rudern (1-0-1)
Atlanta 1996: Bronze, Vierer ohne Steuermann
Sydney 2000: Gold, Vierer ohne Steuermann
- William Foster – Schwimmen (1-0-1)
London 1908: Gold, 4 × 200 m Freistil Männer
Stockholm 1912: Bronze, 4 × 200 m Freistil Männer
- Bryan Fowler – Polo (0-1-0)
Berlin 1936: Silber, Männer
- June Foulds – Leichtathletik (0-1-1)
Helsinki 1952: Bronze, 4 × 100 m Frauen
Melbourne 1956: Silber, 4 × 100 m Frauen
- Gordon Fowler – Segeln (0-1-0)
Paris 1924: Silber, 8-Meter-Klasse Männer
- William Fox-Pitt – Reiten (0-2-1)
Athen 2004: Silber, Vielseitigkeit Team
Peking 2008: Bronze, Vielseitigkeit Team
London 2012: Silber, Vielseitigkeit Team
- Jeremy Fox – Moderner Fünfkampf (1-0-0)
Montréal 1976: Gold, Team Männer
- Bernard Franklin – Turnen (0-0-1)
Stockholm 1912: Bronze, Teammehrkampf Männer
- Harry Scott Freeman – Hockey (1-0-0)
London 1908: Gold, Männer
- Kate French – Moderner Fünfkampf (1-0-0)
Tokio 2020: Gold Frauen
- Charlotte Fry – Reiten (0-0-3)
Tokio 2020: Bronze, Dressur Team
Paris 2024: Bronze, Dressur Team
Paris 2024: Bronze, Dressur Einzel
- Mallory Franklin – Kanuslalom (0-1-0)
Tokio 2020: Silber, Einer-Canadier Frauen
- Harold Franks – Boxen (0-0-1)
Antwerpen 1920: Bronze, Halbschwergewicht Männer
- Susan Fraser – Hockey (0-0-1)
Barcelona 1992: Bronze, Frauen
- Wendy Fraser – Hockey (0-0-1)
Barcelona 1992: Bronze, Frauen
- Frederick Freake – Polo (0-1-0)
London 1908: Silber, Männer
- Muriel Freeman – Fechten (0-1-0)
Amsterdam 1928: Silber, Florett Einzel Frauen
- Chris Froome – Radsport (0-0-2)
London 2012: Bronze, Einzelzeitfahren Männer
Rio de Janeiro 2016: Bronze, Einzelzeitfahren Männer
- Charlotte Fry – Reiten (0-0-1)
Tokio 2020: Bronze, Dressur Team
- Arthur Fulton – Schießen (0-2-0)
London 1908: Silber, Armeegewehr Team Männer
Stockholm 1912: Silber, Armeegewehr Team Männer
- Philippa Funnell – Reiten (0-2-0)
Sydney 2000: Silber, Vielseitigkeit Team
Athen 2004: Silber, Vielseitigkeit Team